# Gerhardt (muzikant)
Gerhardt, artiestennaam van Gerhardt Heusinkveld (Aalten, 22 augustus 1979), is een Nederlands kunstenaar, multi instrumentalist, componist en producer. Tevens is hij auteur van kortverhalen, kinderverhalen en gedichten. Naast zijn solowerk als Gerhardt vormt hij samen met producer, kunstenaar en multi instrumentalist UGI (Erik Harbers) het duo UGI & Jaan. Hiermee maken zij naast autonoom werk ook remixen voor o.a. Mark Lotterman, The Jordan. Naast zijn muzikale activiteiten werkt Gerhardt aan zijn imaginarium, een open source live installatie dat zijn verbeeldingsvermogen bevat. Als collagist maakte hij artwork voor o.a. Coosje Smid, The Jordan, Ro Halfhide, UGI & Jaan.

## Carrière
Gerhardt maakte eerst zijn mbo-groen af om vervolgens een aantal jaren overal en nergens te wonen. Hij woonde onder meer een jaar in Arnhem, een aantal maanden op een bank in Enschede en twee jaar in Finland. In Finland was hij music director van poppentheater, bespeelde de drums in de band The Blossoms en was als music director voor poppentheater verbonden aan de Turun Taideakatemia.
Hij studeerde af aan de Fontys Hogeschool voor de Kunsten en studeerde een jaar filosofie en ethiek. Sinds 2003 woont Gerhardt in Noord-Holland.
In 2007 verscheen bij Mr. Kite Records, Gerhardt zijn eigen label, Alles Maakt Geluid, een interactief luisterverhaal voor kinderen. Ook schreef hij een aantal kinderverhalen die gebruikt zijn in muzieklesmethoden in België. Met enige regelmaat verschijnen er sociaal geëngageerde ingestuurde stukken van Gerhardt zijn hand in onder andere NRC Handelsblad en de Volkskrant.
Gerhardt nam halverwege 2010 contact op met producer David Poltrock, die zijn in 2011 in eigen beheer uitgebrachte mini-album "all is there" produceerde. De muziek op deze cd werd ingespeeld door de leden van Triggerfinger. Begin 2011 werd Gerhardt, na het uitbrengen van zijn eerste single 'A Brand New Heart', gekozen tot 3FM Serious Talent. Vervolgens speelde hij op diverse festivals waaronder: Oerol, diverse bevrijdingsfestivals, Noorderslag en trad op in diverse nationale radio- en televisieprogramma's waaronder; De Wereld Draait Door, Giel Beelen, Met Michiel en programma's op Radio2 en 3FM. 'A Brand New Heart' werd een bescheiden hit in Brazilië.
Begin 2012 tekent Gerhardt een platencontract bij V2 Records. Rond deze tijd komt ook de 1e Nederlandse Twittersong uit, die in samenwerking met Schrijven online tot stand kwam, waarvan Gerhardt de eindredactie deed. Zijn tweede cd, getiteld 'Sprawlers', verschijnt in oktober 2012. Gerhardt produceerde deze cd zelf. 'Sprawlers' was onderdeel van een tweeluik, waarvan het tweede deel getiteld 'Crawlers' nooit is uitgebracht. Hij besluit tijdens het mixen van 'Crawlers' dat dit niet de weg is die hij wil gaan en trekt de stekker uit het project.
Halverwege 2013 ontmoet Gerhardt de artieste Lavalu in Groningen. Zij besluiten samen op te gaan treden als duo onder de naam 1st of June. Ze worden geselecteerd voor de Popronde in 2015 en worden 1 van de meest geboekte acts. Eind 2015 brengen ze een ep uit genaamd '1st of June. Door de werkzaamheden voor het Pauperparadijs en Lavalu's eigen solo carrière focus gaat de act de ijskast in. Gerhardt produceert twee succesvolle albums, te weten 'Solitary High' en 'Mid-Air' van Lavalu en helpt haar een nieuw elan te geven aan haar solo carrière. De opnames van 'Solitary High' vonden plaats in Music Sacrum. Voor de opnames van 'Mid-Air' gaan ze naar de bevriende producer/mixer van Gerhardt in Berlijn, Peter Schmidt.
In januari 2014 brengt de Groningstalige artieste Marlene Bakker haar eerste, door Gerhardt en Hanne Wilzing geschreven, single uit, genaamd 'Loat Grunnen nait zakken'. Het lied bereikt de derde plaats van de RTV-Noord-lijst van meest gedraaide nummers. Tevens schreef Gerhardt mee aan het album Raif van de Groningstalige artieste.
In 2015 brengt de sopraan zangeres Brigitte van Hagen het lied 'Die Raben' uit. Een gedicht van de Oostenrijkse auteur Georg Trakl, met muziek gecomponeerd door Gerhardt. Het lied en de opname worden in een zeer gelimiteerde oplage uitgebracht. De pianopartij werd ingespeeld door klassiek pianiste Elsbet Romijn. Brigitte van Hagen en Gerhardt treden een tijd samen op. O.a. tijdens de finale van het Leids Cabaret Festival en TED Talk Amsterdam.
Van 2010 tot en met 2017 maakte Gerhardt als percussionist, backing vocalist, co-writer en gitarist onderdeel uit van Beans & Fatback. Deze zeer succesvolle live band stond onder andere op Lowlands, Zwarte Cross. En muziek van hen werd gebruikt in Netflix series, HBO-series, een film van the Coen Brothers en in een wereldwijde reclame voor de iPhone6 van Apple.
Gerhardt is tevens de mede-oprichter, samen met wijlen Louis Gauthier, van Het Klankcafé. Een radio- en talkshow over klassieke muziek, in de wereld van nu. Gasten waren onder andere: Liza Ferschtman, singer-songwriter Douwe Bob Posthuma en Eller van Buuren Met gastbijdragen van Jan Willem de Vriend, Alexander Rinnooy Kan en Diederik Smit. 17 februari 2014 vertrekt Gerhardt naar Rabat, Marokko Hier werkt hij twee weken als artist in residence samen met de Marokkaanse acteur en zanger Faycal Azizi en de in Marokko bekende band K'lma. Fotograaf Jonathan Hielkema en opnametechnicus/filmer Tobias Ponsioen namen video en foto-opnamen van de reis, die later in een docu te zien was. In 2015 concentreert Gerhardt zich op het produceren en schrijven van het nieuwe album van actrice en zangeres Coosje Smid.
In oktober 2016 verscheen zijn nieuwe album "What Lovers do" bij Excelsior Recordings. Het album en bijbehorende door hemzelf geschreven theatershow verhalen over de gevonden ingesproken dagboeken die Gerhardt vond op een rommelmarkt in Groningen. Hierop blikt een man terug op zijn bewogen leven en bijbehorende schaamteloze ontboezemingen.
De theatertournee met Peter Faber ging langs meer 40 theaters in Nederland en België.
Als arrangeur, bandleider, muzikant en acteur was Gerhardt verbonden aan het zeer succesvolle muziektheaterspektakel Het Pauperparadijs onder regie van Tom de Ket. Het theaterstuk is gebaseerd op de gelijknamige bestseller van Suzanna Jansen, dat in de zomers van 2016, 2017 en 2023 op de binnenplaats van het gevangenismuseum te Veenhuizen in Drenthe speelde. En in 2018 een zomer lang in Koninklijk Theater Carre te zien was. In de zomer van 2024 speelde het stuk het AFAS theater te Leusden. Meer dan 200.000 bezoekers bezochten de voorstelling. Ook produceerde Gerhardt de bijbehorende cd van deze theaterproductie.
Begin 2018 formeert Gerhardt een band voor de volgende theatertournee met Peter Faber. De theatertournee 'Into the Ballroom' zal uiteindelijk vroegtijdig stoppen door gezondheidsproblemen van Peter Faber. Tijdens de repetities bevalt het samenspelen dusdanig goed dat Tobias Ponsioen (drums & backings), Erik Harbers (basgitaar en backings) en Gerhardt zelf, besluiten verder te gaan onder de naam Alakazam. Hiermee treden ze onder andere op tijdens Oerol. Hun single 'Flash! Bam! Alakazam!' wordt uitgebracht door het in Bristol (VK) gevestigde label Donut Records. Door privéomstandigheden vervalt de release van hun debuut-ep. Deze staat gepland voor november 2025.

## Discografie

### Singles
2025 - The Jordan: 'Waste Me' (UGI & Jaan remix) 

2025 - Gerhardt: 'Love Your Life' 

2024 - Gerhardt: 'Santa Is No Friend Of Mine' 

2024 - peuterbeuker: 'Hou Je Bekkop!' 

2024 - Mark Lotterman: 'Ze Weten Niets (UGI & Jaan remix) 

2024 - UGI & Jaan: 'Deep Hours' 

2024 - UGI & Jaan: 'A Divide' 

2024 - Gerhardt: 'In Her Secret Room' 

2024 - Gerhardt: 'Snowflake' 

2022 - Gerhardt: 'imagine me, embracing you' 

2021 - Gerhardt: 'Life In Full Color (song for Louis) 

2021 - Gerhardt: 'Live At Odeon Cultuurhuis' 

2021 - Gerhardt: 'This Song Is A Prayer' 

2021 - Karuna Project: 'Karuna' 

2020 - Gerhardt: 'Reasons To Be Cheerful' 

2020 - Gerhardt: 'Only A Woman (Inside The Rain edit) 

2019 - Gerhardt: 'What Lovers Do' 

2019 - Gerhardt: 'Wonder Of Your Love' 

2019 - Gerhardt: 'Goodbye (she quietly says)' feat. Club Helmbreker 

2019 - Alakazam: 'Dog in Heat' 

2019 - Gerhardt: 'Edge of Time' 

2019 - Alakazam: 'In the mood (for love) 
2018 - Alakazam: 'Flash! Bam! Alakazam!' 
2018 - Pjotr: 'Ik kan er niet meer tegen' 
2017 - Gerhardt: 'It's Cold Outside' 
2016 - Gerhardt: 'Suzy, Little Child' 
2016 - Gerhardt: 'Tip of the Hat' 
2016 - Gerhardt: 'A Different Kind of Love' 
2016 - Gerhardt: 'This Big Ol' Heart' 
2015 - Beans & Fatback: 'Bombshell' 
2015 - Beans & Fatback: 'Sally the Shape' 
2015 - Brigitte van Hagen: 'Die Raben' 
2015 - Marlene Bakker: 'Heufd as Helm'
2014 - Fayçal Azizi & Gerhardt: 'Maryama' 
2014 - Beans & Fatback: inside looking out (7 inch vinyl limited edition)
2014 - Gerhardt & K'lma: 'Maryama | oudaya remix' 
2014 - Marlene Bakker: 'Loat Grunnen nait zakken' 
2014 - Beans & Fatback: 'come and get it'
2013 - Beans & Fatback: 'Beggin'
2013 - Beans & Fatback: 'Use Me'
2013 - Gerhardt: 'Dig Out Your Soul' 
2012 - Gerhardt: 'Like a Wolf' 
2012 - Gerhardt: 'Satellite Receiver' 
2011 - Gerhardt: 'A Brand New Heart' 
2011 - Gerhardt: 'I Want to Be You' 
2011 - Gerhardt: 'I Want to Be You' -tequila version-

### Albums
2022 - Gerhardt: 'Sprawlers' 10th anniversary 

2018 - Comeback OST 

2017 - Het Pauperparadijs: Het Pauperparadijs 

2016 - Gerhardt: What lovers do 

2015 - 1st of June: 1st of June 

2015 - Beans & Fatback: Heroine Lovestruck 

2013 - Beans & Fatback: with skin attached

2012 - Gerhardt: sprawlers 

2011 - Beans & Fatback: live at the Kleine Komedie

2008 - Skinnerbox: Show Your Teeth

2007 - Alles Maakt Geluid

2007 - hello, theRealdolls (ep)

2006 - Skinnerbox: Bootleg

### Ep's
2022 - Alakazam: 'Snakes In Her Eyes' 

2022 - Gerhardt: 'Like A Wolf' (10th anniversary)

2021 - Karuna Project: 'Karuna' 

2015 - 1st of June: '1st of June' 

2011 - Gerhardt: 'all is there' 

2004 - Airea: 'Airea' (EP) 

### Producer
2024 - peuterbeuker: 'Hou Je Bekkop!' 

2024 - Coosje Smid: 'My Everything'

2024 - Ro. 'High Van De Liefde'

2024 - Marloes Arkesteijn: 'Kantel & Wentel'

2023 - Ro. 'Alsof De Woorden Niet Bestaan'

2023 - Ro. 'Vanaf Nu Reis Ik Met Je Mee' 

2023 - Ro. 'Ik Weet Niet Hoe (ik word gek)

2023 - Ro. 'Ik Weet Niet Hoe'

2023 - Marloes Arkesteijn: 'Wacht Niet Tot Morgen'

2023 - Marloes Arkesteijn: 'Grond Van Ons Bestaan'

2022 - Frans van Deursen: 'Closed and up for sale (the rough cut) 

2022 - Coosje Smid: 'Hold On Tight'

2022 - Marloes Arkesteijn: 'Oog van de Orkaan'

2022 - Marloes Arkesteijn: 'Niks Aan De Hand'

2021 - Coosje Smid: 'Love Gone To'

2021 - Coosje Smid: 'Als Je Overmorgen Oud Bent (live bij Humberto)

2020 - Frans van Deursen: 'Nothing But The Blues' 

2020 - Frans van Deursen: 'Motel Coyote' 

2020 - Het Pauperparadijs: 'Iemand Zijn' (5 mei versie)

2019 - Het Pauperparadijs: 'Het Pauperparadijs'

2019 - Lavalu 'Midair'

2018 - Lavalu: 'Solitary High'